# Отаньо, Немесио
Немесио Отаньо Эгуино (исп. Nemesio Otaño Eguino; 19 декабря 1880, Аскойтиа — 29 апреля 1956, Сан-Себастьян) — испанский композитор, органист, музыковед и музыкальный педагог.
С юных лет учился игре на фортепиано и органе, а также гармонии и композиции; с 11-летнего возраста играл на органе в коллеже Балиаррайна, к этому же периоду относятся его первые сочинения. В 1896 году вступил в Орден иезуитов. Увлёкшись идеями цецилианского движения, на рубеже веков посвятил себя изучению музыкального фольклора и грегорианской традиции. С 1903 г. продолжил эти свои занятия в Вальядолиде под руководством Висенте Гойкоэчеа, принял активное участие в подготовке и проведении Конгресса церковной музыки в Вальядолиде (1907), собравшем около 700 делегатов со всей Испании. По окончании конгресса продолжил церковную службу в Онии, затем занял пост музыкального руководителя в католическом университете Комильяса, в 1912 г. основал и возглавил музыкальную школу города. В 1922—1931 гг. жил и работал в Сант-Себастьяне. В 1940 г. был назначен директором Мадридской консерватории и занимал этот пост до 1951 г. В 1943 г. избран академиком Королевской академии изящных искусств Сан-Фернандо.
Творческое наследие Отаньо включает множество церковных сочинений, а также ряд хоровых и вокальных произведений. Он составил два представительных собрания испанской органной музыки XIX — начала XX веков: «Современную испанскую органную антологию» (исп. Antología moderna orgánica espanyola; 1911) и «Практическую богослужебную антологию современных испанских органистов» (исп. Antología litúrgica práctica de organistas espanyoles contemporáneos; 1916).